# Alexander von Humboldt (SA-Mitglied)
Alexander Wilhelm Ernst Bernhard Freiherr von Humboldt-Dachroeden (* 20. September 1886 in Berlin; † 24. Mai 1940 in Remscheid) war ein deutscher SA-Führer, zuletzt im Rang eines SA-Brigadeführers.

## Leben und Wirken
Humboldt entstammte der Adelsfamilie derer von Humboldt, preußische Adelsbestätigung 1738. Er war der Sohn des Generalleutnants Franz Günther Wilhelm Alexander von Humboldt-Dachroeden (1858–1942) und seiner Ehefrau Ida (1862–1935), geborene Wagner, der Tochter eines Glashüttenbesitzers. Alexander von Humboldt war ein Ururenkel des Wilhelm von Humboldt.
Von 1914 bis 1918 nahm Humboldt als Rittmeister in einem Dragoner-Regiment am Ersten Weltkrieg teil, in dem er unter anderem mit dem Eisernen Kreuz ausgezeichnet wurde.
Um 1930 fand Humboldt Anschluss an die SA, in der er in den folgenden Jahren Karriere machte. Zum 1. Mai 1931 trat er der NSDAP bei (Mitgliedsnummer 539.981). 1932 ist er als Leiter einer Abteilung in der Obersten SA-Führung in München nachweisbar. Von 1933 bis zum 30. Juni 1934 fungierte Humboldt dann als Stabsführer von August Schneidhuber, dem Führer der mehrere zehntausend Mann starken SA-Obergruppe VII (Süddeutschland), die ihren Sitz in München hatte. Als Stabsführer der Obergruppe war Humboldt bis zur gewaltsamen Amtsenthebung und Erschießung Schneidhubers im Zuge der Röhm-Affäre vom Sommer 1934 und der sich daran anschließenden Reorganisation der Gruppe der funktionsmäßig zweithöchste SA-Führer in Bayern. In dieser Eigenschaft organisierte er unter anderem die großen SA-Aufmärsche während des Reichsparteitages von 1933.
In der SA-Hierarchie bekleidete er seit dem 15. Juni 1933 den Rang eines SA-Oberführers. Am 1. September 1933 wurde er zum Brigadeführer befördert. Vom 1. Oktober 1934 bis zu seinem Tod 1940 war Humboldt schließlich der Obersten SA-Führung z.V. (zur Verfügung) gestellt und war ab Mitte der 1930er Jahre Personalchef in der Reichssportführung.
Als Mitglied der NSDAP trat er Ende 1938 mit seinem Chef Hans von Tschammer und Osten, eine Doppelmitgliedschaft war untersagt, aus dem Johanniterorden aus. Der Kongregation gehörte er seit 1917 als Ehrenritter an, organisiert in der Schlesischen Genossenschaft. Etwa zehn Prozent der Angehörigen der Balley Brandenburg des Ritterlichen Ordens St. Johannis vom Spital zu Jerusalem, so der vollständige Name des Ordens, mussten den gleichen Schritt gehen.
Humboldt heiratete am 7. Oktober 1911 Katharina Daum (* 17. November 1891). Aus der Ehe gingen die Söhne Wilhelm Freiherr von Humboldt-Dachroeden (* 1912) und Hans Freiherr von Humboldt-Dachroeden (1919–1941) sowie die Tochter Maria Anna Freiin von Humboldt-Dachroeden (1916–2003) hervor, die 1941 Hubertus Prinz von Preußen, einen Sohn des letzten deutschen Kronprinzen, heiratete. Maria Anna hatte aus einer außerehelichen Affäre mit Ernst August IV. von Hannover den Sohn Christian Ernst August Hubertus Freiherr von Humboldt-Dachroeden (* 1943). Nachdem sich Hubertus von Preußen von ihr 1943 hatte scheiden lassen, heiratete Maria Anna den Ritterkreuzträger Constantin Hahm.

### Zeitgenössische Literatur
- Der SA-Mann. Organ der Obersten SA-Führung der N.S.D.A.P., (Wochenblatt), Ausgaben vom September und Oktober 1933, Jg. 2, Verlag Franz Eher Nachf., München 1933.